# Roodbuikfluiter
De roodbuikfluiter (Pachycephala hyperythra) is een zangvogel uit de familie Pachycephalidae (dikkoppen en fluiters).

## Verspreiding en leefgebied
Deze soort is endemisch in Nieuw-Guinea en telt vier ondersoorten:
- P. h. hyperythra: noordwestelijk, westelijk en het oostelijke deel van Centraal-Nieuw-Guinea.
- P. h. sepikiana: noordelijk Nieuw-Guinea.
- P. h. reichenowi: noordoostelijk Nieuw-Guinea.
- P. h. salvadorii: zuidoostelijk Nieuw-Guinea.

## Status
De grootte van de populatie is niet gekwantificeerd maar de soort wordt omschreven als schaars tot plaatselijk vrij algemeen. Op de Rode lijst van de IUCN heeft deze soort de status niet bedreigd.